# قانون‌شکنان آمریکایی
قانون‌شکنان آمریکایی (به انگلیسی: American Outlaws) یا یاغیان آمریکایی یک فیلم اکشن و وسترن آمریکایی محصول سال ۲۰۰۱ به کارگردانی لس میفیلد است. در این فیلم بازیگرانی همچون کالین فارل، اسکات کان، الی لارتر، گابریل مکت، گرگوری اسمیت، هریس یولین، ویل مککورمک، کتی بیتس، تیموتی دالتون، رانی کاکس، تری اوکوئین، ناتانئیل آرکند و موس واتسون ایفای نقش کرده‌اند.
موضوع فیلم در مورد گروهی یاغی است که سعی دارند پول‌های بانک راه آهن را که مربوط به زمین‌های مردم است سرقت کنند و به مردم برگردانند. در این بین رئیس راه اهن نیز دست به‌کار می‌شود و....

## داستان
چریکهای ارتش ایالات مؤتلفه تلاش می‌کنند در واپسین روزهای جنگ داخلی آمریکا به اردوگاه ارتش اتحادیه یورش ببرند. اما در کمین گرفتار می‌شوند. با این حال، به‌لطف تیراندازی دقیق فرانک جیمز و حواس‌پرتی‌هایی که برادرش جسی ایجاد می‌کند، زنده می‌مانند. جیمزها به همراه پسرعموهایشان، برادران یانگر، پیروزی خود را جشن می‌گیرند اما درمی‌یابند که ایالات مؤتلفه تسلیم شده و جنگ به پایان رسیده‌است. آنان تصمیم می‌گیرند به میزوری بازگردند و نزد خانواده و مزارع خود بروند.
با بازگشت به خانه، درمی‌یابند که شهرشان در اشغال ارتش اتحادیه است. دوست دوران کودکی جسی و پسرعمویش، زی، اکنون به زنی زیبا بدل شده‌است و در میدان شهر، مردی به دار آویخته شده. کشاورزان تحت فشار قرار دارند تا زمین‌هایشان را به شرکت راه‌آهنی که در سراسر آمریکا در حال گسترش است، بفروشند. اگر زمین‌های خود را به تادئوس رینز و رئیس مخفی‌کارش، آلن پینکرتون، نفروشند، خانه‌هایشان سوزانده یا خودشان کشته می‌شوند.
فرانک پی می‌برد که حتی راه‌آهن به زمین‌های آنان نیازی ندارد. جیمزها و برادران یانگر حاضر به فروش نیستند. کول یانگر وقتی مأموران راه‌آهن برای مذاکره دربارهٔ فروش زمین به سراغش می‌آیند، کنترل خود را از دست می‌دهد و دو نفر از آن‌ها را می‌کشد. مقامات ارتش تصمیم می‌گیرند او را به دار آویزند، اما برادرانش باب و جیم، به همراه جسی، فرانک و زی، تصمیم به نجات او می‌گیرند. در جریان این عملیات، جسی از ناحیهٔ شانه تیر می‌خورد و در خانهٔ زی پنهان می‌شود.
چند هفته بعد، وقتی جسی بهبود می‌یابد، راه‌آهن خانهٔ خانوادهٔ جیمز را به آتش می‌کشد که به کشته‌شدن مادر جسی می‌انجامد. جیمزها و برادران یانگر برای گرفتن انتقام عازم می‌شوند، اما به‌جای قتل، تصمیم می‌گیرند حقوق کارکنان بانک را بدزدند و به قطارهای تدارکاتی حمله کنند تا ارتش مجبور به واکنش شود. آن‌ها خود را دارودستهٔ جیمز–یانگر می‌نامند و بانک‌ها را غارت می‌کنند. پینکرتون و رینز تلاش دارند آن‌ها را متوقف کنند. در این مسیر، گروه جیمز به چهره‌هایی اسطوره‌ای در میان مردم بدل می‌شود.
در درون گروه، بر سر رهبری تنش ایجاد می‌شود. کول حس می‌کند جسی به‌دلیل شهرت، بیش‌ازحد مغرور شده‌است. پس از مشاجره، جسی عقب‌نشینی می‌کند و به کول اجازه می‌دهد نقشهٔ سرقت بعدی را خود بچیند و اجرا کند. اما هدفی که کول انتخاب می‌کند، تله‌ای از سوی پینکرتون و رینز است. جیم در این درگیری کشته می‌شود و جسی و برادرش گروه را ترک می‌کنند. مدتی بعد، جسی با زی ازدواج می‌کند.
پس از جدایی جیمزها، گروه عملکرد ضعیفی پیدا می‌کند. مردم دیگر همانند گذشته، به برادران یانگر احترام نمی‌گذارند. زمانی که جسی و زی سعی دارند زندگی تازه‌ای آغاز کنند، پینکرتون او را می‌یابد و دستگیر می‌کند. در مسیر انتقال به زندان، جسی را در واگن انتهایی قطار با زنجیر می‌بندند، اما او با فریب یک معاون، اسلحه‌اش را می‌گیرد و برای فرار به سقف واگن می‌گریزد.
زی و باقی‌ماندهٔ گروه با شلیک گلولهٔ توپ به قطار، آن را متوقف کرده و جسی را نجات می‌دهند. در برابر رینز و پینکرتون، جسی هیچ‌کدام را نمی‌کشد، بلکه تنها به ساعت جیبی گران‌بهای رینز شلیک می‌کند. پینکرتون به او می‌گوید که بهتر است به تنسی برود، چراکه «راه‌آهن علاقه‌ای به تنسی ندارد.»